# Abiku
Ein Abiku ist ein Wechselbalg, das der Geisterwelt entstammt und als Mensch geboren wird.

## Herkunft
Abiku sind aus den Erzählungen des vor allem in Nigeria ansässigen Yoruba-Volks in Westafrika bekannt. Sie gehören zu einem Geistervolk aus der Welt des Unsichtbaren (órun), das sich nach engerem Kontakt zur materiellen Welt sehnt. Deshalb schicken sie Kinder zu den Menschen, die dann von normalen menschlichen Frauen zur Welt gebracht werden.

## Schicksal
Obwohl sich die neugeborenen Abiku auf den ersten Blick nicht von anderen Säuglingen und später Kleinkindern unterscheiden, fallen sie schnell dadurch auf, dass sie Kontakt zu unsichtbaren Spielgefährten aus dem Reich der Geisterwelt aufnehmen.
Manche Abiku sehnen sich in die Geisterwelt zurück und versuchen dem Diesseits durch Selbstmordversuche oder schwere Krankheiten zu entkommen. Oft werden Abiku-Kinder nach einem solchen Tod erneut von der gleichen Mutter wiedergeboren, so lange, bis sie sich schließlich an die Menschenwelt gewöhnt haben und bereit sind zu bleiben. Dann wachsen sie zu ganz gewöhnlichen Menschen heran und verlieren ihr magisches Erbe.